# Pseudorthocladius macrostomus
Pseudorthocladius macrostomus är en tvåvingeart som beskrevs av Soponis 1980. Pseudorthocladius macrostomus ingår i släktet Pseudorthocladius och familjen fjädermyggor.
Artens utbredningsområde är Florida. Inga underarter finns listade i Catalogue of Life.